# Birori
Birori (Bìroro in sardo) è un comune italiano di 484 abitanti della provincia di Nuoro che si trova a 450 metri sul livello del mare nella subregione del Marghine. Fa parte dell'Unione dei comuni del Marghine e del GAL Marghine.

## Storia

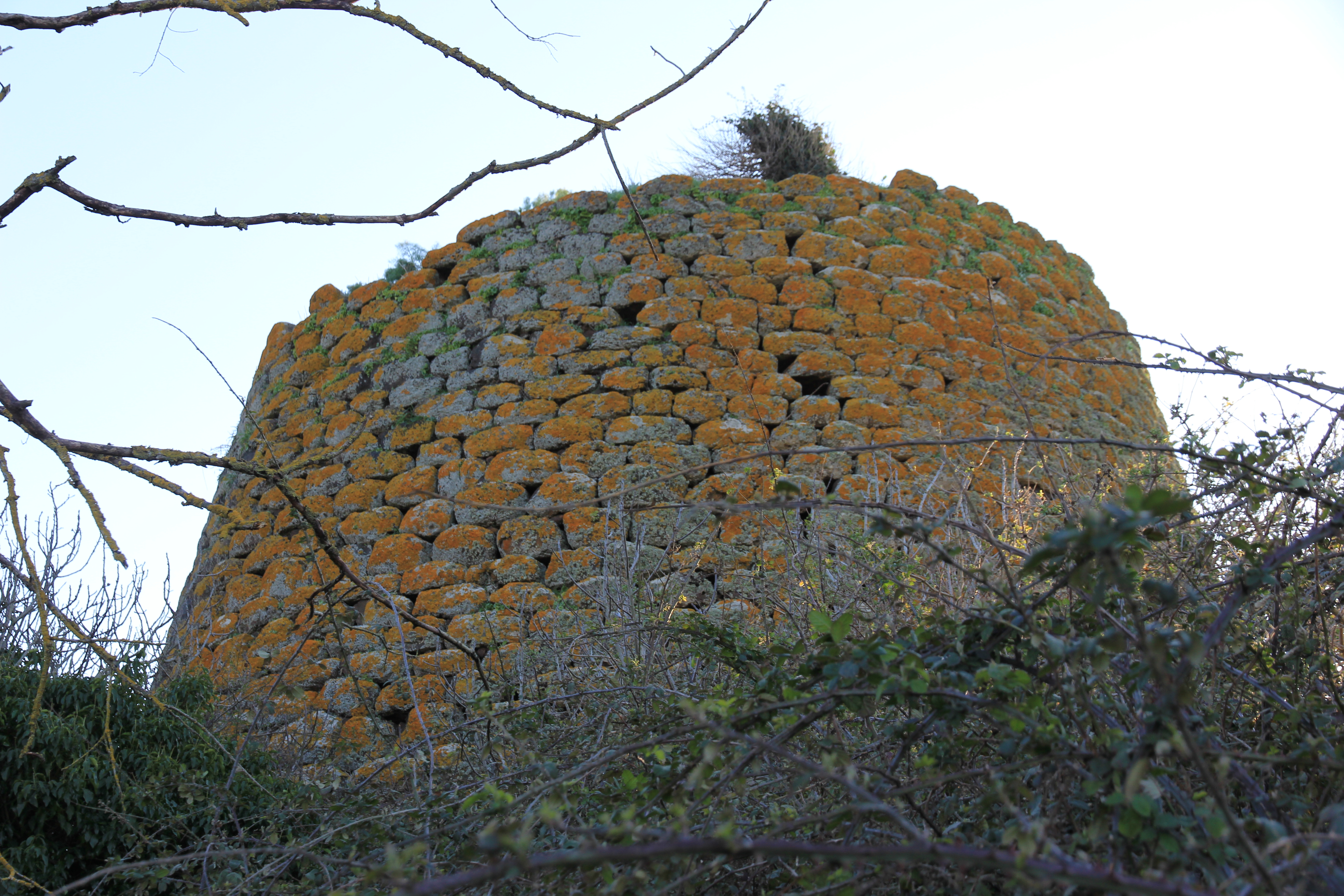
Nuraghe Sorolo

L'area è abitata dall'uomo fin dalla preistoria, come indica la presenza di dolmen e di nuraghi.
In epoca medievale appartenne al giudicato di Torres e fece parte della curatoria del Marghine. Alla caduta del giudicato (1259) passò al giudicato di Arborea e successivamente (1410) al marchesato di Oristano. Alla sconfitta degli arborensi ad opera degli aragonesi (1478) divenne un feudo, assegnato alla famiglia Pimentel marchesi del Marghine. Ai Pimentel successero i Tellez - Giron, ai quali fu riscattato nel 1839 con la soppressione del sistema feudale, per divenire un comune autonomo amministrato da un sindaco e da un consiglio comunale.

### Simboli
Il gonfalone è un drappo di rosso.

## Monumenti e luoghi d'interesse

### Architetture religiose
- Chiesa di Sant'Andrea
- Chiesa di Santo Stefano

### Siti archeologici

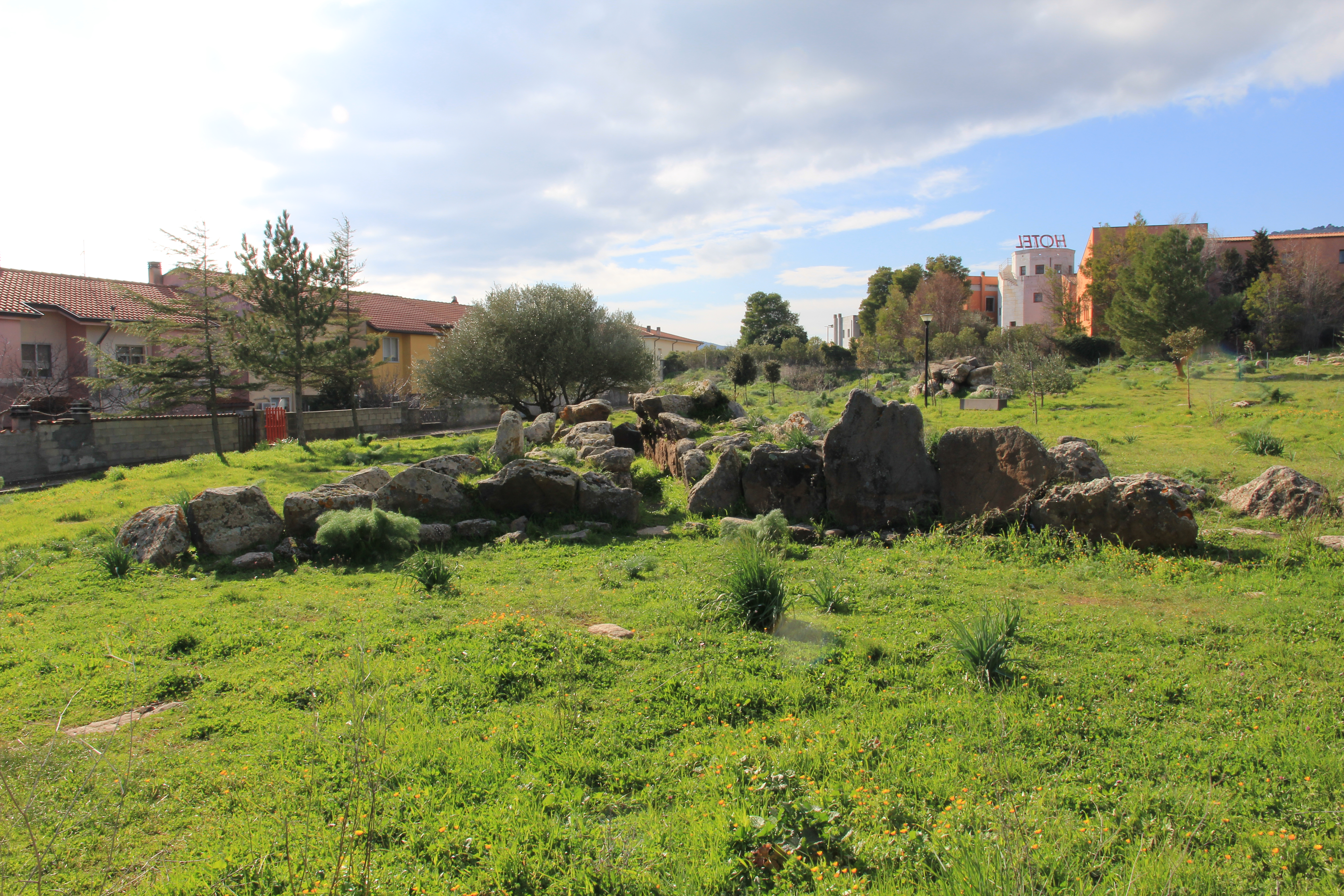
Tomba dei giganti di Palatu

L'abitato si trova all'interno di una zona di elevato interesse archeologico nella quale sono stati segnalati oltre 50 monumenti tra nuraghi, tombe di giganti (tra cui Sa Pedra 'e S'Altare, Palatu e Lassia), domus de janas, dolmen (dolmen di Sarbogadas), menhir e fonti nuragiche.

## Società

### Evoluzione demografica
Abitanti censiti

### Lingue e dialetti
La variante del sardo parlata a Birori è il logudorese centrale o comune.

## Infrastrutture e trasporti
Il comune è servito dalla fermata ferroviaria ARST di Birori, lungo la linea Macomer-Nuoro con treni da e verso questi due centri. Sino agli anni sessanta era attiva anche la stazione FS, lungo la ferrovia Cagliari-Golfo Aranci.

## Amministrazione
| Periodo         | Periodo         | Primo cittadino | Partito                                                     | Carica  | Note   |
| --------------- | --------------- | --------------- | ----------------------------------------------------------- | ------- | ------ |
| 23 aprile 1995  | 16 aprile 2000  | Matteo Chessa   | sinistra                                                    | Sindaco | [ 5 ]  |
| 16 aprile 2000  | 8 maggio 2005   | Gavino Faedda   | lista civica                                                | Sindaco | [ 6 ]  |
| 8 maggio 2005   | 30 maggio 2010  | Romano Benevole | lista civica                                                | Sindaco | [ 7 ]  |
| 30 maggio 2010  | 31 maggio 2015  | Romano Benevole | lista civica "Continuità nella Trasparenza e nell'Impegno"  | Sindaco | [ 8 ]  |
| 31 maggio 2015  | 26 ottobre 2020 | Silvia Cadeddu  | lista civica "Impegno e Solidarietà"                        | Sindaco | [ 9 ]  |
| 26 ottobre 2020 | in carica       | Silvia Cadeddu  | lista civica "Impegno e solidarietà per il bene comune 2.0" | Sindaco | [ 10 ] |